# Municipio de Garfield (condado de Finney)
El municipio de Garfield (en inglés: Garfield Township) es un municipio ubicado en el condado de Finney en el estado estadounidense de Kansas. En el año 2010 tenía una población de 288 habitantes y una densidad poblacional de 0,26 personas por km².

## Geografía
El municipio de Garfield se encuentra ubicado en las coordenadas 38°7′57″N 100°26′53″O / 38.13250, -100.44806. Según la Oficina del Censo de los Estados Unidos, el municipio tiene una superficie total de 1116,63 km², de la cual 1115,98 km² corresponden a tierra firme y (0,06 %) 0,64 km² es agua.

## Demografía
Según el censo de 2010, había 288 personas residiendo en el municipio de Garfield. La densidad de población era de 0,26 hab./km². De los 288 habitantes, el municipio de Garfield estaba compuesto por el 94,79 % blancos, el 0,35 % eran afroamericanos, el 4,86 % eran de otras razas. Del total de la población el 11,81 % eran hispanos o latinos de cualquier raza.